# الحاج مريزق
الحاج مريزق، واسمه الحقيقي أرزقي شايب، من مواليد عام 1912 في قصبة الجزائر العاصمة لعائلة تنحدر من منطقة القبائل وتوفي في 12 فبراير 1955 في الجزائر العاصمة، هو مغني الحوزي والشعبي جزائري.

## السيرة
يهتم بالموسيقى بفضل أخيه غير الشقيق، منظم العروض. وهو يتابع أداء نجوم ذلك الوقت مثل مصطفى الناظور.
يتبع الحاج مريزق تعليم الموسيقى الكلاسيكية (الطار، والدربوكة) ثم أصبحت الآلة التي اختارها هي المندول. يتعلم النصوص العظيمة في الشعر الشعبي ويؤلف أنواعًا مختلفة من الأغاني بدءًا من الحوزي أولاً قبل الانتقال إلى الشعبي. كان لِمريزق «صفات فنية مثل وضوح التعبير اللفظي والشعور الفطري بالإيقاع». يعتبر أول فنان الذي نجح في إخراج الشعبي من قصبة الجزائر.
أصبح نجم القصبة عام 1929 وشارك في حفلات في دلس وشرشال ومنطقة مزاب. وصلت شهرته إلى العاصمة الفرنسية باريس.
في عام 1937، قام بالحج. كما أصبح نائب رئيس مولودية الجزائر.
توفي الحاج مريزق في 12 فبراير 1955، ودفن في مقبرة القطار.

## أغاني
- المولودية
- يا طه الأمين
- يا ربي سهلي زورة
- قهوة أو لاتاي
- مصباح الزين
- يا القاضي
- البلا في الخلطة
- يوم الجمعة خرجوا الريام
- لله يا أهلي اعذروني
- قولوا ليمانة
- صلوا على الرسول الهادي
- كيفاش حيلتي يا ناسي
- قوم أساقي